# Bộ Cá sấu
Bộ Cá sấu (Crocodilia) là một bộ thuộc lớp Mặt thằn lằn (Sauropsida) hay theo các phân loại truyền thống thì thuộc lớp Bò sát (Reptilia), xuất hiện từ khoảng 84 triệu năm trước, vào cuối kỷ Phấn trắng (Cretaceous, tầng Champagne). Bộ này là họ hàng gần gũi nhất còn sinh tồn của các loài chim, do hai nhóm là các thành viên duy nhất còn sống sót đã biết của nhóm Archosauria. Các thành viên của nhóm thân cây dạng cá sấu, nhánh gọi là Crurotarsi, đã xuất hiện khoảng 220 triệu năm trước trong kỷ Trias và có sự đa dạng lớn về các dạng trong thời kỳ đại Trung sinh.
Tên khoa học của bộ này thường cũng hay được viết thành 'Crocodylia' để phù hợp với chi điển hình Crocodylus (Laurenti, 1768). Tuy nhiên, Richard Owen đã sử dụng -i- khi ông công bố tên gọi này năm 1842, vì thế trong các văn bản khoa học nói chung nó được viết thành Crocodilia. Cách viết dùng -i- cũng là sự La tinh hóa chính xác hơn của từ κροκόδειλος (crocodeilos, nghĩa đen là "giun sỏi cuội", nói tới cấu tạo và hình dáng của nhóm động vật này) trong tiếng Hy Lạp.
Thuật ngữ cá sấu trong tiếng Việt bao gồm các dạng cá sấu đích thực, cá sấu mõm ngắn và cá sấu mõm dài. Tuy nhiên, nó cũng được áp dụng để chỉ các họ hàng xa thời tiền sử của chúng, chẳng hạn như "cá sấu biển" (Thalattosuchia).

## Đặc điểm chung
Cá sấu là động vật cao cấp nhất trong tất cả các loài bò sát. Cá sấu có tim 4 ngăn, cơ hoành và vỏ não. Đặc điểm này làm nó được đánh giá là tiến hóa hơn những loài bò sát khác.

### Kích thước và hình dạng
Bài chi tiết: Kích thước các loài cá sấu
Kích thước của cá sấu thay đổi đáng kể, giữa loài cá sấu lùn chỉ dài khoảng trên 1m và cân nặng trên dưới 10 kg cho đến loài cá sấu nước mặn khổng lồ dài tới 6-7m và có khối lượng 1-2 tấn. Một số loài cá sấu lớn có thể dài từ 5 đến 6 mét và nặng khoảng 1.200 kg. Tuy nhiên, lúc mới sinh ra cá sấu chỉ khoảng 20 cm. Loài cá sấu lớn nhất là cá sấu nước mặn sống ở Bắc Úc và Đông Nam Á. Theo một số nhà khoa học, không một con cá sấu nào có thể vượt qua kích thước 8,64 m.
Có tất cả 24 loài trong Bộ cá sấu hiện còn tồn tại. Chúng đều có hình dáng kiểu thằn lằn, với một cái đuôi dài rất khỏe giúp chúng bơi trong nước, và một cặp hàm dài, mạnh mẽ với những chiếc răng sắc nhọn vô cùng nguy hiểm. Tuy nhiên các loài cá sấu có chiếc mõm rất khác nhau. Họ cá sấu đích thực (Crocodylidae) gồm 14 loài có đầu hẹp và tương đối dài với chiếc mõm nhọn hình chữ V. Họ cá sấu mõm ngắn (Alligatoridae) bao gồm 8 loài có chiếc mõm rộng hình chữ U. Hai loài cá sấu mõm dài (họ Gavialidae) có chiếc mõm cực kỳ dài, mảnh dẻ với bộ hàm yếu, chủ yếu săn bắt cá và các loài thủy sinh nhỏ.

### Môi trường sống
Cá sấu là các loài bò sát lớn ưa thích môi trường nước, chúng sống trên một diện tích rộng của khu vực nhiệt đới của châu Phi, châu Á, Bắc Mỹ, Nam Mỹ và châu Đại Dương. Cá sấu có xu hướng sinh sống ở những vùng sông và hồ có nước chảy chậm. Thân thể chúng thuôn dài giúp bơi nhanh hơn. Khi bơi chúng ép sát chân vào người để giảm sức cản của nước. Chân cá sấu có màng, không phải dùng quạt nước mà để sử dụng cho những cử động nhanh đột ngột hoặc lúc bắt đầu bơi. Chân có màng giúp cá sấu có lợi thế ở những chỗ nước nông, nơi mà các con vật trên cạn thường qua lại. Một số loài, chủ yếu là cá sấu cửa sông ở Úc và các đảo trên Thái Bình Dương, được biết là có khả năng bơi ra xa ngoài biển.
Các loài cá sấu đích thực phân bố hầu khắp các vùng nhiệt đới của các châu lục, trong khi các loài cá sấu mõm ngắn phân bố chủ yếu ở châu Mỹ (trừ cá sấu Dương Tử sinh sống ở Trung Quốc) và các loài cá sấu mõm dài chỉ có mặt ở phía nam châu Á.

### Kỹ năng tấn công
Cá sấu ăn thịt và là tay đi săn cừ khôi. Thức ăn của chúng khá đa dạng, chủ yếu là cá và động vật có vú, kể cả còn sống hay đã chết. Cá sấu rất nhanh nhẹn trong khoảng cách ngắn, thậm chí cả khi ở ngoài môi trường nước. Chúng có quai hàm cực khỏe và bộ răng sắc nhọn để xé thịt, nhưng chúng không thể há miệng nếu nó bị khép chặt, do cơ khép hàm khỏe hơn nhiều so với cơ mở hàm, vì thế có một số câu chuyện về việc người sống sót khỏi những con cá sấu sông Nin mõm dài bằng cách khép chặt quai hàm của chúng. Áp lực của quai hàm cá sấu đạt tới 3000 pao trên một inch vuông (3000 psi, xấp xỉ 144 kPa), so sánh với chỉ 100 psi đối với một con chó to. Tất cả những con cá sấu lớn cũng có vuốt sắc và khỏe.
Cá sấu là những kẻ đi săn kiểu mai phục, chúng chờ đợi cho cá hay động vật sống trên đất liền đến gần, sau đó tấn công chớp nhoáng. Sau khi dùng cú đớp trời giáng của mình, con cá sấu kéo nạn nhận xuống con sông để nhấn chìm tới ngạt thở. Sau đó, để xé mồi, nó ngoạm chặt miếng thịt rồi xoay người nhiều vòng để dứt thịt ra. Thoạt nhiên, bạn có thể cho rằng điều này thật khó khăn vì không kiếm được điểm tựa, nhưng những con cá sấu thì không phải lo điều đó: ngay khi đánh hơi được mùi máu, năm sáu chú cá sấu cùng bơi đến tỏ ý muốn chia sẻ bữa ăn, và thường thì con mồi bị xé ra thành hàng trăm mảnh nhỏ bởi những bộ hàm to khỏe và cú xoay người mãnh liệt.

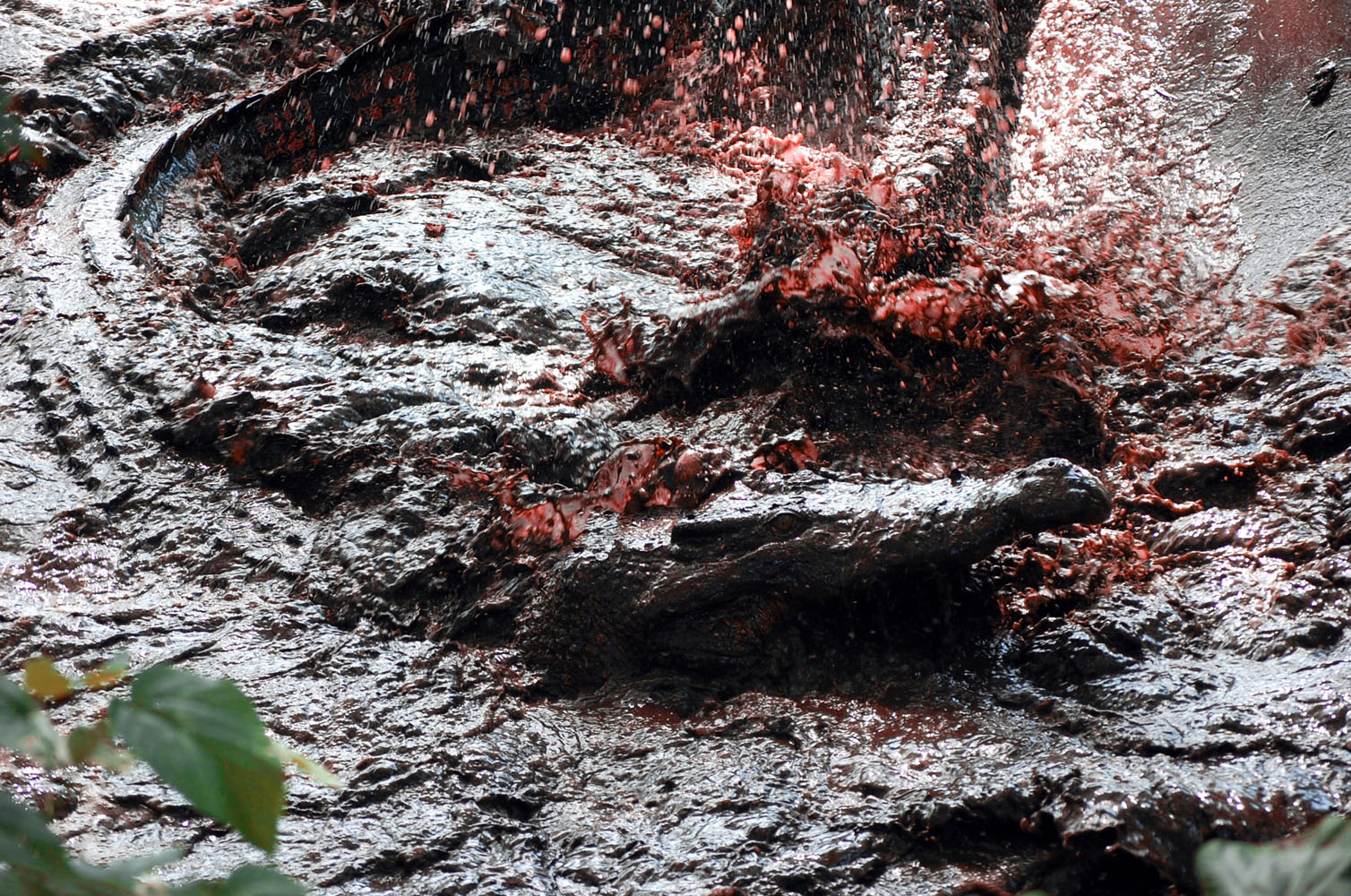
Cảnh cá sấu đang xé xác con mồi

Là động vật ăn thịt máu lạnh, chúng có thể sống nhiều ngày không có thức ăn, và hiếm khi thấy chúng cần thiết tích cực đi săn mồi. Mặc dù có vẻ ngoài chậm chạp, nhưng cá sấu là những kẻ săn mồi thượng hạng trong môi trường của chúng, và người ta còn thấy một số loài cá sấu dám tấn công và giết cả sư tử, động vật móng guốc lớn và thậm chí cả cá mập. Tại Vườn quốc gia Sundarbans ở Ấn Độ một con cá sấu dài 4,5m ở khu đầm lầy ngập mặn hoang dã tây Bangal đã có một cuộc tấn công lịch sử trở thành con cá sấu đầu tiên tiêu diệt một con hổ hoang dã tại đây, con hổ đã bị tấn công khi nó đang cố bơi qua sông và bị giết trong một trận chiến khốc liệt sau đó, con cá sấu đã có được lợi thế khi chiến đấu ở dưới nước. Ngoại lệ nổi tiếng là chim choi choi Ai Cậplà loài có quan hệ cộng sinh, trong đó chim choi choi có thức ăn là các loài ký sinh trùng sinh sống trong miệng cá sấu và cá sấu để cho chim tự do làm việc này.
Sách Kỷ lục Guinness đã ghi nhận sự kiện một Trung đoàn biệt kích Nhật Bản bị cá sấu xóa sổ trong Chiến tranh thế giới lần thứ hai là một thảm kịch có số lượng lớn nhất các ca tử vong của con người do động vật gây ra. Trung đoàn biệt kích thiện chiến với 1.215 binh sĩ đã bị đàn cá sấu nuốt sống, hơn 20 binh sĩ và sĩ quan sống sót, những người thoát khỏi những cái hàm cá sấu và bị người Anh bắt làm tù binh.

### Mùa sinh sản
Tất cả cá sấu là loài đẻ trứng. Cá sấu đực là những kẻ khá ầm ỹ. Vào mùa sinh sản, chúng phát ra những âm thanh có thể so sánh với động cơ của những chiếc máy bay cỡ nhỏ, âm thanh này có thể lan truyền nhiều km trong làn nước. Chúng thu hút những con cái và tất nhiên, những con đực khác đang đố kị. Rất nhanh chóng, hàng chục con đực khác kéo đến và thi nhau cất lên những lời ca trầm hùng, đôi khi còn làm rung động mặt nước phía trên tấm lưng chúng, khiến nước bắn lên cao một cách đáng kinh nhạc.
Tất nhiên, chú sấu nào khỏe hơn sẽ có tiếng ca lớn hơn. Ở môi mỗi con cá sấu đều có một bộ phận cảm nhận những rung động của mặt nước, đối với con cái là để tìm được người chồng ưng ý, còn đối với những chàng ca sĩ khác là để đánh giá đối thủ. Nếu cảm thấy kẻ to mồm kia mạnh hơn mình, những con cá sấu sẽ tự rời bỏ cuộc tranh đua, còn nếu không thì trận chiến thực sự giữa những hàm răng sắc nhọn sẽ nổ ra.

### Tuổi thọ
Không có 1 phương pháp chính xác nào đo đạc được tuổi thọ của cá sấu, mặc dù có một vài kỹ thuật đưa ra được những phỏng đoán khá chính xác. Phương pháp chung là đo những vòng tuổi trong xương và răng chúng, mỗi vòng biểu hiện cho 1 sự tăng trưởng mới thường xuất hiện mỗi năm một lần vào mùa mưa, khí hậu ẩm. Loài cá sấu nước mặn trung bình sống khoảng 71 năm, nhưng có những cá nhân vượt qua con số 100. Một trong những con cá sấu sống thọ nhất được ghi lại là con cá sấu sống ở vườn thú Nga, 115 tuổi. Tuy nhiên tài liệu ghi chép không nói rõ nó thuộc giống cá sấu nào. Một con cá sấu nước ngọt giống đực sống ở vườn thú Australia đã 130 tuổi. Nó được Bob và Steve Irwin cứu sống sau khi đã bị bắn 2 lần.

## Tiến hóa và phân loại
Cá sấu có lẽ có quan hệ họ hàng gần với chim và khủng long hơn là với tất cả các động vật khác đã được phân loại như là lưỡng cư (mặc dù tất cả các động vật lưỡng cư này được cho là có quan hệ họ hàng gần với nhau hơn) và có các đặc điểm bất thường đối với các loài lưỡng cư, chẳng hạn như tim có 4 ngăn.
Eusuchia (cá sấu thật sự), một nhánh hiện đại, bao gồm nhóm chỏm cây Crocodilia, lần đầu tiên đã xuất hiện vào thời kỳ Hậu Phấn trắng tại châu Âu. Isisfordia duncani sinh sống khoảng 95-98 triệu năm trước, trong thời kỳ thuộc tầng Cenomanum của Tiền Phấn trắng. Isisfordia là nhóm cá sấu thật sự cổ thứ hai đã biết, còn dạng Crocodylomorpha sớm nhất đã được tìm thấy ở Australia. Nhóm cá sấu thật sự (Eusuchia) trải qua sự phân tỏa lớn vào Hậu Phấn trắng và trong kỷ Paleogen, trong đó chúng tiến hóa thành một loạt các dạng, chẳng hạn các loài sống bán thủy sinh và ăn thịt khủng long (Deinosuchus); các loài sống trên đất liền, có chân giống móng guốc và ăn thịt (Pristichampsus) và dạng hộp sọ hình 'rìu' (Baru).

### Phân loại
- Liên bộ Crocodylomorpha
  - Bộ Crocodilia gồm 24 loài còn tồn tại, 9 chi thuộc 3 họ sinh học.
    - Liên họ Gavialoidea
      - Họ Gavialidae: gồm 2 loài trong 2 chi là cá sấu sông Hằng và giả cá sấu sông Hằng

    - Liên họ Alligatoroidea
      - Họ Alligatoridae gồm 8 loài trong 4 chi.
        - Phân họ Diplocynodontinae (tuyệt chủng)
        - Phân họ Alligatorinae: gồm 2 loài trong 1 chi là cá sấu mõm ngắn Mỹ và cá sấu Dương Tử
        - Phân họ Caimaninae: gồm 6 loài trong 3 chi là Chi cá sấu caiman lùn, Chi cá sấu caiman và Cá sấu caiman đen

    - Liên họ Crocodyloidea
      - Họ Crocodylidae gồm 14 loài trong 3 chi.
        - Phân họ Mekosuchinae (tuyệt chủng)
        - Phân họ Crocodylinae: gồm 14 loài trong 3 chi là Chi cá sấu, Cá sấu tí hon và Cá sấu mũi hẹp

### Phát sinh loài
Biểu đồ này vẽ theo Brochu (1997).
```
Eusuchia

├──
Hylaeochampsa

└──┬──
Allodaposuchus

└──
Crocodilia

├──
Gavialoidea

│ ├──
Eothoracosaurus

│ └──┬──
Thoracosaurus

│ └──┬──
Argochampsa

│ ├──
Eosuchus

│ └──
Gavialidae

└──┬──
Borealosuchus

└──┬──
Pristichampsus

└──
Brevirostres

├──
Alligatoroidea

│ ├──
Leidyosuchus

│ ├─?
Deinosuchus

│ └──
Globidonta

│ ├──
Stangerochampsa

│ ├──
Brachychampsa

│ └──
Alligatoridae

└──
Crocodyloidea

├──
Prodiplocynodon

└──┬──
Asiatosuchus

└──┬──
Brachyuranochampsa

└──┬──
Harpacochampsa

└──
Crocodylidae
```

## Quan hệ với con người
Những loài cá sấu lớn có thể rất nguy hiểm đối với con người. Cá sấu cửa sông và cá sấu sông Nin là những loài nguy hiểm nhất, chúng đã giết chết hàng trăm người mỗi năm ở các khu vực Đông Nam Á và châu Phi. Cá sấu mõm ngắn Mỹ và có thể cả cá sấu caiman đen (là loài đang nguy cấp trong sách đỏ của IUCN) cũng là những loài gây nguy hiểm cho con người.
Các loài cá sấu lớn nhất, cũng là các loài lưỡng cư lớn nhất trên Trái Đất là cá sấu nước mặn, sinh sống ở khu vực miền bắc Úc và trong suốt khu vực Đông Nam Á. Một điều gây nhầm lẫn là ở miền bắc Úc đôi khi người ta gọi cá sấu nước mặn là alligator (cá sấu alligator) trong khi nó không phải là như thế và loài cá sấu nước ngọt nhỏ hơn thì gọi là crocodile (cá sấu). Điều này có lẽ là do cá sấu nước ngọt có mõm dài nhìn rất giống cá sấu sông Nin thu nhỏ, trong khi cá sấu nước mặn có thể rất giống với cá sấu alligator Mỹ ít nguy hiểm hơn nhiều. Vì thế khi người Úc nói Alligator Rivers để chỉ cá sấu ở vùng lãnh thổ phía bắc thì trên thực tế nó là cá sấu nước mặn. Đây là giải thích cho việc những người Mỹ đôi khi cho rằng cá sấu alligator là những động vật nguy hiểm chứ không phải cá sấu crocodile.
Cá sấu trong thiên nhiên được bảo vệ ở một số nơi trên thế giới, nhưng chúng cũng được chăn nuôi vì mục đích thương mại, và da của chúng được thuộc làm da cá sấu có chất lượng cao để sản xuất túi, ủng, cặp v.v, trong khi thịt cá sấu được coi là đặc sản đối với những người sành ăn. Các loài có giá trị thương mại chủ yếu là cá sấu nước mặn và cá sấu sông Nin, trong khi con lai của cá sấu nước mặn và cá sấu Xiêm cũng được chăn nuôi trong các trang trại ở châu Á. Việc chăn nuôi đã làm tăng số lượng cá sấu nước mặn ở Úc, do trứng thông thường được thu hoạch từ tự nhiên, vì thế những chủ sở hữu đất đai có động cơ thúc đẩy để bảo tồn môi trường sống của cá sấu.

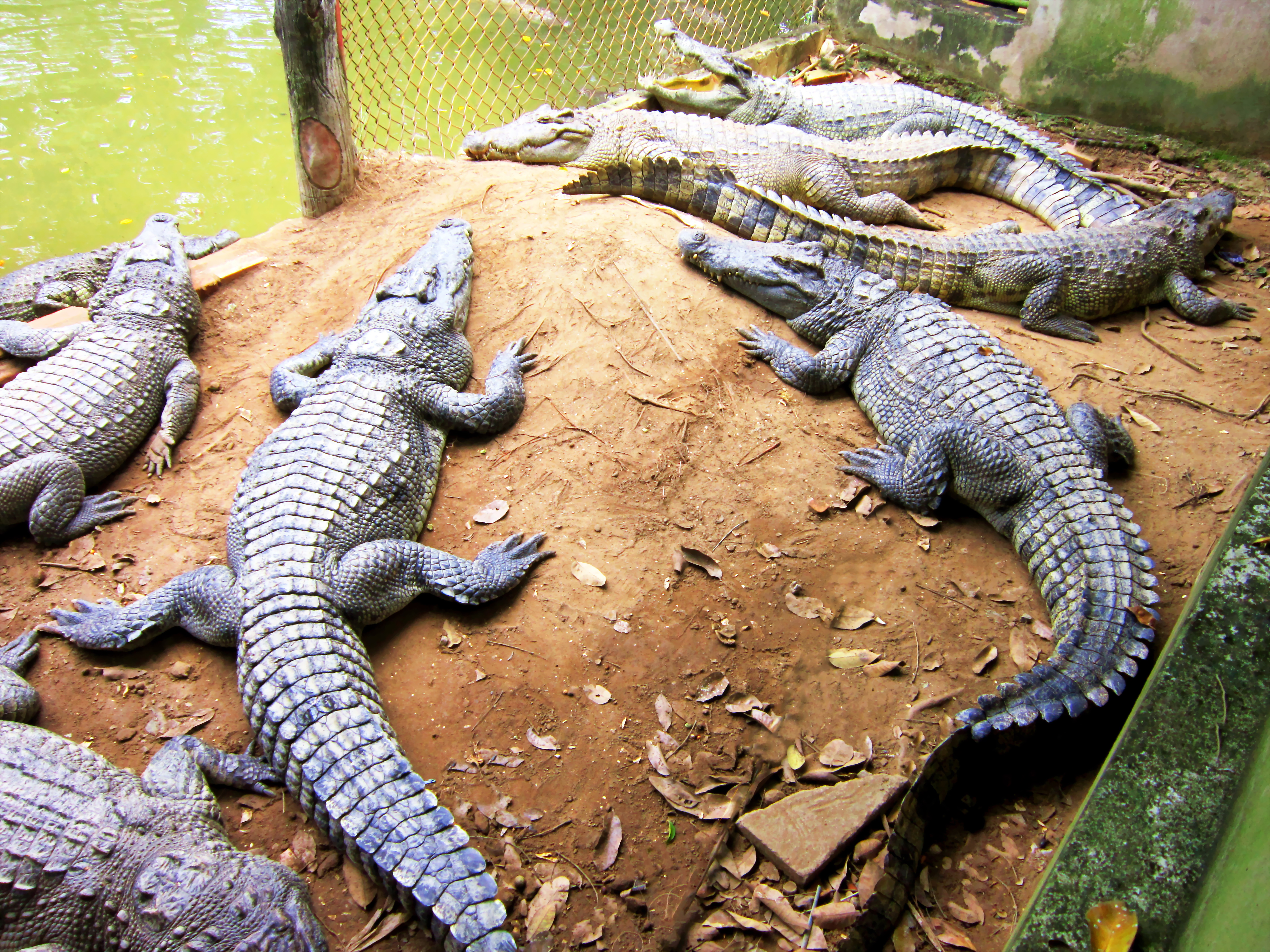
Cá sấu được nuôi ở cồn Phụng, Bến Tre

## Hình ảnh

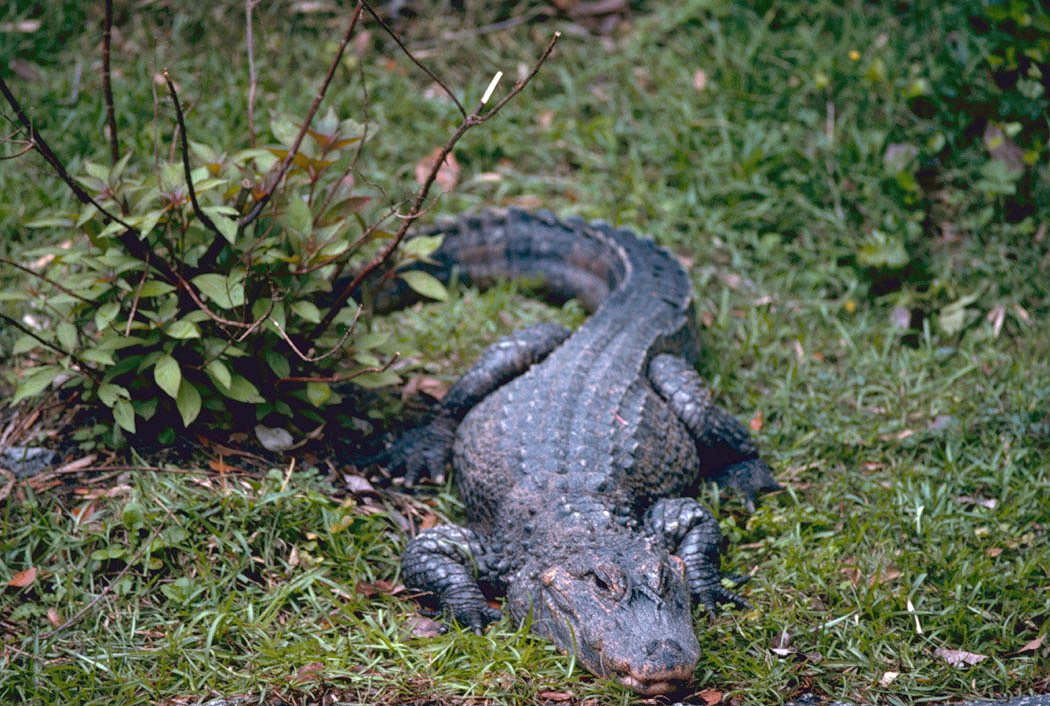
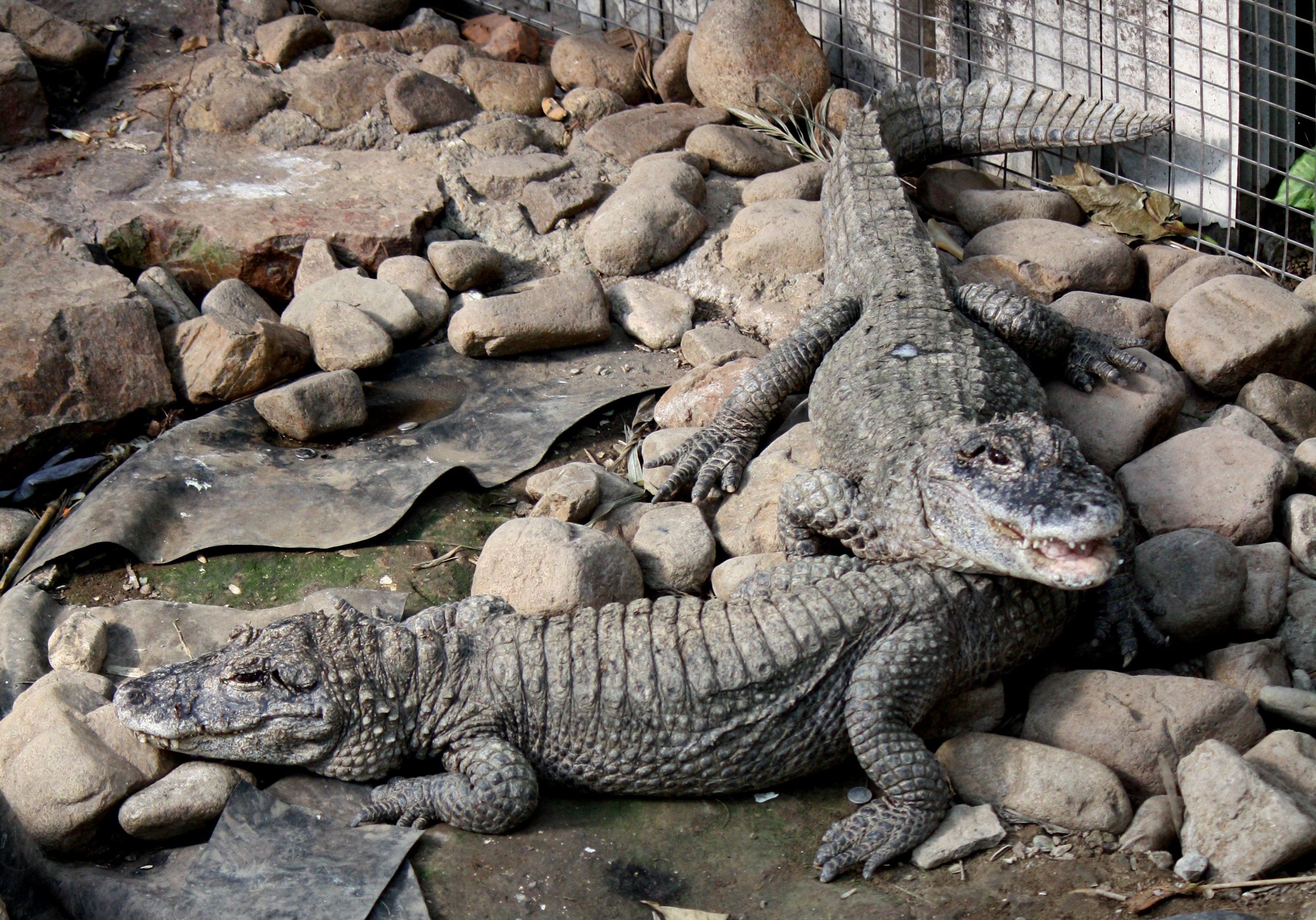
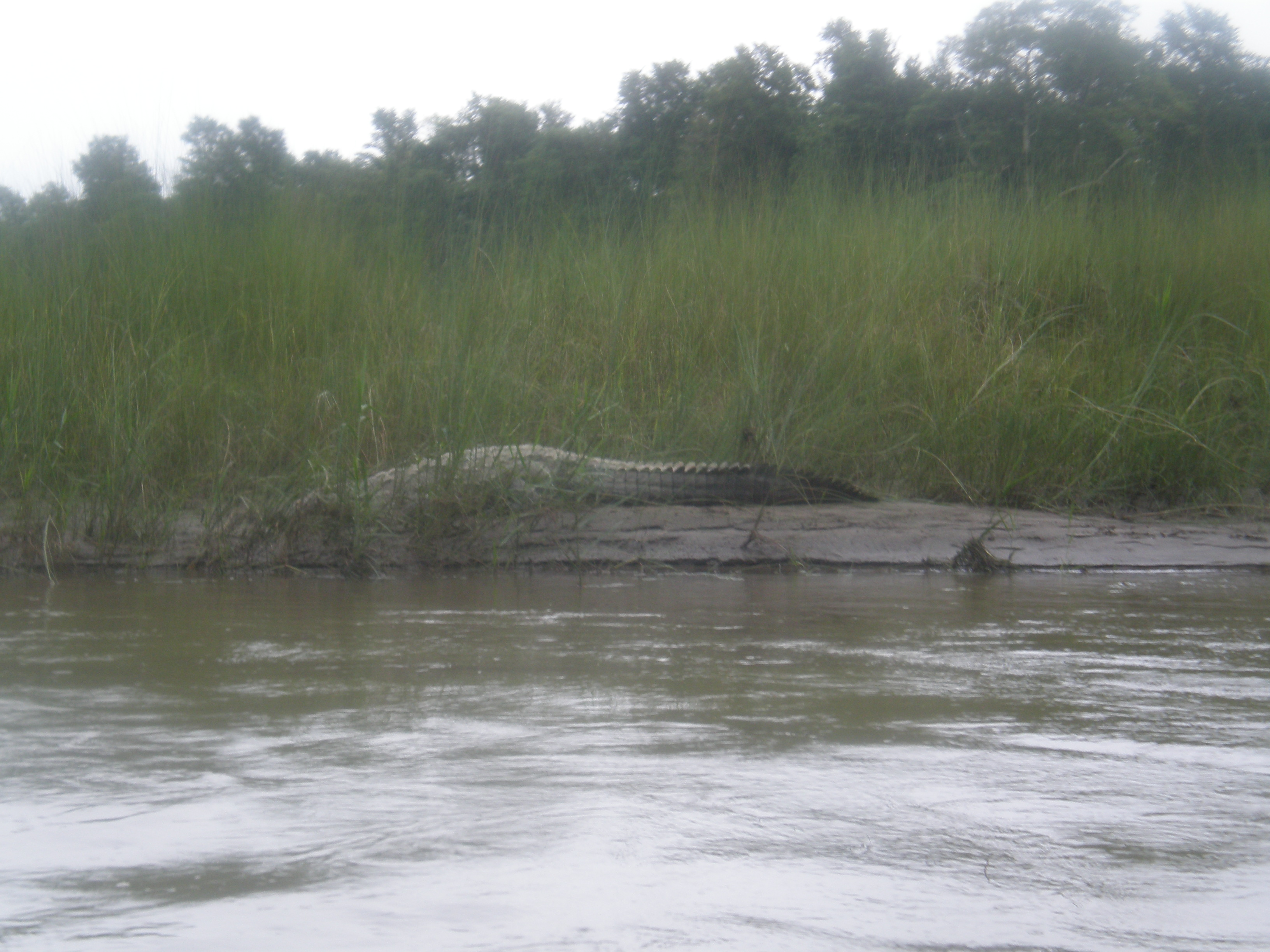
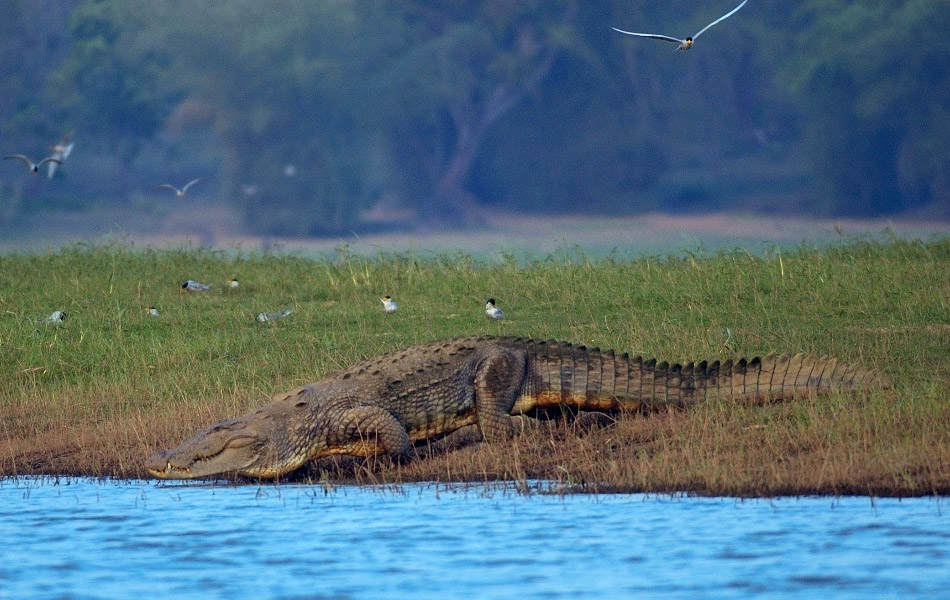